# Stazione meteorologica di Bracciano Vigna di Valle
La stazione meteorologica di Bracciano Vigna di Valle è la stazione meteorologica di riferimento per il Servizio Meteorologico dell'Aeronautica Militare e per l'Organizzazione Mondiale della Meteorologia, relativa all'area del Lago di Bracciano e ubicata in località Vigna di Valle.

## Storia
L'attività della stazione meteorologica, originariamente denominata Regia Stazione Aerologica, ebbe inizio nel giugno 1910 nei pressi dell'idroscalo, ad un'altezza di 260 metri s.l.m. (altezza del barometro di 272,4 metri s.l.m.), in un'area che originariamente risultava povera di vegetezione e che nei primi decenni di rilevamento dei dati consentiva escursioni termiche maggiori di quelle attuali per le caratteristiche del terreno e dell'ambiente circostante.
Dal 1911 le osservazioni aerologiche e meteorologiche iniziarono ad essere effettuate senza soluzione di continuità, sia per lo studio del clima della zona che per effettuare assistenza alla navigazione aerea ai velivoli in decollo e atterraggio al vicino aeroporto "Luigi Bourlot" e ai velivoli in transito nello spazio aereo a nord della Capitale.
Le osservazioni aerologiche andarono avanti nei primi decenni di attività dell'osservatorio meteorologico, fino a quando non venne decisa l'attivazione della nuova stazione aerologica presso l'aeroporto di Ciampino (in seguito anch'essa dismessa dopo l'attivazione di Pratica di Mare). Nonostante la dismissione della stazione aerologica, a Vigna di Valle sono proseguite senza soluzione di continuità le osservazioni meteorologiche fino ai giorni nostri.
L'ubicazione è stata cambiata varie volte nel corso della storia all'interno dell'area militare, pur rimanendo sempre a poche centinaia di metri di distanza dalla stazione ferroviaria di Vigna di Valle all'altezza del km 20,100 della via Braccianese Claudia, fino ad avere definitivamente sede nell'attuale ubicazione a partire dal 6 giugno 1981, a seguito dell'ultimazione dei lavori di ristrutturazione e di ammodernamento del complesso che ospitava lo storico osservatorio meteorologico. In precedenza, vi era stata una sospensione di una settimana del servizio nel mese di maggio del 1979 che, prima della definitiva riattivazione dell'osservatorio nella sede attuale, fu ripreso per due anni su un carro meteo.

## Caratteristiche
La stazione meteorologica è situata nell'Italia centrale, in provincia di Roma, presso il Lago di Bracciano, a 270 metri s.l.m..
L'esatta ubicazione è all'interno di un'area verde, tra la riva meridionale del lago e la palazzina del Reparto Sperimentazioni di Meteorologia Aeronautica, che proprio qui ha la propria sede dal 1966. Il suddetto reparto è specializzato nella sperimentazione delle strumentazioni utilizzate nella rilevazione dei dati meteorologici, tra i quali lo scintillometro, in grado di rilevare la turbolenza al suolo e la relativa genesi.
Inoltre, quella di Bracciano Vigna di Valle è una delle stazioni meteorologiche ufficiali italiane aderenti al programma GCOS (Global Climate Observation System) della WMO.

## Medie climatiche ufficiali

### Dati climatologici 1981-2010
In base alle medie climatiche del periodo 1981-2010, la temperatura media del mese più caldo, agosto, si attesta a circa +24,4 °C, mentre la temperatura media del mese più freddo, gennaio, fa registrare il valore di +7,3 °C. Nel trentennio esaminato, la temperatura massima più elevata di +38,7 °C risale all'agosto 1981, mentre la temperatura minima più bassa di -6,2 °C fu registrata nel gennaio 1985. Mediamente si contano annualmente 32,1 giorni con temperatura massima eguale o superiore ai 30 °C e 5,6 giorni di gelo.
Le precipitazioni medie annue si attestano a 980,9 mm, mediamente distribuite in 85 giorni di pioggia, con minimo in estate e picco massimo in autunno e inverno.
| Bracciano Vigna di Valle (1981-2010) | Mesi        | Mesi        | Mesi        | Mesi        | Mesi        | Mesi        | Mesi        | Mesi        | Mesi        | Mesi        | Mesi        | Mesi        | Stagioni | Stagioni | Stagioni | Stagioni | Anno  |
| Bracciano Vigna di Valle (1981-2010) | Gen         | Feb         | Mar         | Apr         | Mag         | Giu         | Lug         | Ago         | Set         | Ott         | Nov         | Dic         | Inv      | Pri      | Est      | Aut      | Anno  |
| ------------------------------------ | ----------- | ----------- | ----------- | ----------- | ----------- | ----------- | ----------- | ----------- | ----------- | ----------- | ----------- | ----------- | -------- | -------- | -------- | -------- | ----- |
| T. max. media (°C)                   | 10,1        | 11,1        | 13,8        | 16,5        | 21,6        | 25,8        | 29,3        | 29,3        | 24,8        | 20,0        | 14,6        | 10,8        | 10,7     | 17,3     | 28,1     | 19,8     | 19,0  |
| T. min. media (°C)                   | 4,5         | 4,4         | 6,1         | 8,3         | 12,4        | 16,1        | 19,0        | 19,4        | 16,3        | 13,1        | 8,8         | 5,7         | 4,9      | 8,9      | 18,2     | 12,7     | 11,2  |
| T. max. assoluta (°C)                | 16,6 (2001) | 20,6 (1990) | 23,8 (1991) | 25,2 (2000) | 31,4 (2003) | 35,6 (2002) | 38,5 (1983) | 38,7 (1981) | 35,3 (1982) | 28,5 (1990) | 24,4 (2004) | 18,8 (2000) | 20,6     | 31,4     | 38,7     | 35,3     | 38,7  |
| T. min. assoluta (°C)                | −6,2 (1985) | −2,7 (1986) | −3,6 (2005) | −0,6 (2003) | 5,4 (1991)  | 9,4 (1986)  | 11,0 (2000) | 12,4 (1995) | 8,6 (1984)  | 5,4 (1985)  | 0,0 (1998)  | −4,2 (1996) | −6,2     | −3,6     | 9,4      | 0,0      | −6,2  |
| Giorni di calura (Tmax ≥ 30 °C)      | 0           | 0           | 0           | 0           | 0,2         | 4,0         | 13,1        | 13,5        | 1,3         | 0,0         | 0,0         | 0,0         | 0,0      | 0,2      | 30,6     | 1,3      | 32,1  |
| Giorni di gelo (Tmin ≤ 0 °C)         | 1,9         | 2,1         | 0,7         | 0,0         | 0,0         | 0,0         | 0,0         | 0,0         | 0,0         | 0,0         | 0,0         | 0,9         | 4,9      | 0,7      | 0,0      | 0,0      | 5,6   |
| Precipitazioni (mm)                  | 81,7        | 81,3        | 71,7        | 83,3        | 55,9        | 39,0        | 26,6        | 35,5        | 89,4        | 153,7       | 139,9       | 122,9       | 285,9    | 210,9    | 101,1    | 383,0    | 980,9 |
| Giorni di pioggia                    | 8           | 8           | 8           | 9           | 6           | 5           | 2           | 3           | 7           | 9           | 10          | 10          | 26       | 23       | 10       | 26       | 85    |

### Dati climatologici 1971-2000
In base alle medie climatiche del trentennio 1971-2000, le più recenti in uso, la temperatura media del mese più freddo, gennaio, è di 7,2 °C, mentre quella del mese più caldo, agosto, è di 24 °C; mediamente si contano 5,2 giorni di gelo all'anno e 27,5 giorni annui con temperatura massima uguale o superiore a 30 °C. Nel trentennio esaminato, i valori estremi di temperatura sono i +38,7 °C dell'agosto 1981 e i -6,2 °C del gennaio 1985.
Le precipitazioni medie annue si attestano a 949 mm, mediamente distribuite in 81 giorni, con minimo in estate, picco massimo in autunno e massimo secondario in inverno.
L'umidità relativa media annua fa registrare il valore di 73,2% con minimi di 66% a luglio e ad agosto e massimi di 80% a novembre e a dicembre; mediamente si contano 27 giorni annui con episodi nebbiosi.
Di seguito è riportata la tabella con le medie climatiche e i valori massimi e minimi assoluti registrati nel trantennio 1971-2000 e pubblicati nell'Atlante Climatico d'Italia del Servizio Meteorologico dell'Aeronautica Militare relativo al medesimo trentennio.
| Bracciano Vigna di Valle (1971-2000) | Mesi        | Mesi        | Mesi        | Mesi        | Mesi        | Mesi        | Mesi        | Mesi        | Mesi        | Mesi        | Mesi        | Mesi        | Stagioni | Stagioni | Stagioni | Stagioni | Anno  |
| Bracciano Vigna di Valle (1971-2000) | Gen         | Feb         | Mar         | Apr         | Mag         | Giu         | Lug         | Ago         | Set         | Ott         | Nov         | Dic         | Inv      | Pri      | Est      | Aut      | Anno  |
| ------------------------------------ | ----------- | ----------- | ----------- | ----------- | ----------- | ----------- | ----------- | ----------- | ----------- | ----------- | ----------- | ----------- | -------- | -------- | -------- | -------- | ----- |
| T. max. media (°C)                   | 10,1        | 11,3        | 13,7        | 16,0        | 21,2        | 25,2        | 28,9        | 29,1        | 24,7        | 19,5        | 14,2        | 10,9        | 10,8     | 17,0     | 27,7     | 19,5     | 18,7  |
| T. min. media (°C)                   | 4,2         | 4,3         | 5,7         | 7,5         | 11,7        | 15,3        | 18,3        | 18,8        | 16,0        | 12,3        | 8,1         | 5,4         | 4,6      | 8,3      | 17,5     | 12,1     | 10,6  |
| T. max. assoluta (°C)                | 16,3 (1975) | 20,6 (1990) | 23,8 (1991) | 25,2 (2000) | 29,7 (1979) | 34,1 (1982) | 38,5 (1983) | 38,7 (1981) | 35,3 (1982) | 28,5 (1990) | 21,0 (1992) | 18,8 (2000) | 20,6     | 29,7     | 38,7     | 35,3     | 38,7  |
| T. min. assoluta (°C)                | −6,2 (1985) | −2,7 (1986) | −4,6 (1971) | 0,2 (1995)  | 5,4 (1991)  | 9,4 (1986)  | 11,0 (2000) | 11,9 (1972) | 8,2 (1972)  | 2,6 (1974)  | −2,0 (1973) | −4,2 (1996) | −6,2     | −4,6     | 9,4      | −2,0     | −6,2  |
| Giorni di calura (Tmax ≥ 30 °C)      | 0           | 0           | 0           | 0           | 0           | 2,1         | 11,4        | 12,9        | 1,1         | 0,0         | 0,0         | 0,0         | 0,0      | 0,0      | 26,4     | 1,1      | 27,5  |
| Giorni di gelo (Tmin ≤ 0 °C)         | 1,6         | 1,6         | 0,9         | 0,0         | 0,0         | 0,0         | 0,0         | 0,0         | 0,0         | 0,0         | 0,1         | 1,0         | 4,2      | 0,9      | 0,0      | 0,1      | 5,2   |
| Precipitazioni (mm)                  | 88,1        | 89,5        | 70,6        | 98,8        | 52,6        | 43,4        | 15,5        | 42,2        | 82,8        | 128,9       | 131,5       | 104,7       | 282,3    | 222,0    | 101,1    | 343,2    | 948,6 |
| Giorni di pioggia                    | 9           | 8           | 8           | 9           | 6           | 4           | 2           | 3           | 6           | 8           | 9           | 9           | 26       | 23       | 9        | 23       | 81    |
| Giorni di nebbia                     | 4           | 4           | 4           | 3           | 2           | 1           | 0           | 1           | 1           | 2           | 3           | 3           | 11       | 9        | 2        | 6        | 28    |
| Umidità relativa media (%)           | 78          | 73          | 71          | 74          | 72          | 70          | 66          | 66          | 71          | 77          | 80          | 80          | 77       | 72,3     | 67,3     | 76       | 73,2  |

### Dati climatologici 1961-1990
Secondo i dati medi del trentennio 1961-1990, ancora in uso per l'Organizzazione meteorologica mondiale e definito Climate Normal (CLINO), la temperatura media del mese più freddo, gennaio, si attesta a +6,7 °C, mentre quella del mese più caldo, luglio, è di +23,6 °C. Nel medesimo trentennio, la temperatura minima assoluta ha toccato i -7,0 °C nel gennaio 1963 (media delle minime assolute annue di -2,5 °C), mentre la massima assoluta ha fatto registrare i +38,7 °C nell'agosto 1981 (media delle massime assolute annue di +35,2 °C). Mediamente si contano annualmente 30,2 giorni con temperatura massima eguale o superiore ai 30 °C e 9,1 giorni di gelo.
La nuvolosità media annua si attesta a 3,9 okta, con minimo di 2,2 okta a luglio e massimo di 4,9 okta a novembre.
Le precipitazioni medie annue si attestano a 965 mm annui, distribuite mediamente in 85 giorni, con picco in autunno-inverno e minimo relativo estivo.
L'umidità relativa media annua fa registrare il valore di 72,8% con minimi di 65% a luglio e ad agosto e massimi di 79% a novembre e a dicembre.
L'eliofania assoluta media annua si attesta a 6,8 ore giornaliere, con massimo di 10,9 ore giornaliere a luglio e minimo di 3,6 ore giornaliere a dicembre.
| Bracciano Vigna di Valle (1961-1990)                 | Mesi        | Mesi        | Mesi        | Mesi        | Mesi        | Mesi        | Mesi        | Mesi        | Mesi        | Mesi        | Mesi        | Mesi        | Stagioni | Stagioni | Stagioni | Stagioni | Anno   |
| Bracciano Vigna di Valle (1961-1990)                 | Gen         | Feb         | Mar         | Apr         | Mag         | Giu         | Lug         | Ago         | Set         | Ott         | Nov         | Dic         | Inv      | Pri      | Est      | Aut      | Anno   |
| ---------------------------------------------------- | ----------- | ----------- | ----------- | ----------- | ----------- | ----------- | ----------- | ----------- | ----------- | ----------- | ----------- | ----------- | -------- | -------- | -------- | -------- | ------ |
| T. max. media (°C)                                   | 9,8         | 11,0        | 13,5        | 16,5        | 21,1        | 25,4        | 29,2        | 29,0        | 25,2        | 19,8        | 14,3        | 10,7        | 10,5     | 17,0     | 27,9     | 19,8     | 18,8   |
| T. min. media (°C)                                   | 3,6         | 4,0         | 5,3         | 7,5         | 11,3        | 15,0        | 18,0        | 18,1        | 15,9        | 12,1        | 7,9         | 4,9         | 4,2      | 8,0      | 17,0     | 12,0     | 10,3   |
| T. max. assoluta (°C)                                | 18,6 (1962) | 20,6 (1990) | 23,6 (1977) | 25,4 (1970) | 29,7 (1979) | 35,6 (1965) | 38,5 (1983) | 38,7 (1981) | 35,3 (1982) | 28,5 (1990) | 22,5 (1968) | 18,4 (1989) | 20,6     | 29,7     | 38,7     | 35,3     | 38,7   |
| T. min. assoluta (°C)                                | −7,0 (1963) | −4,0 (1965) | −4,8 (1963) | 0,0 (1970)  | 4,5 (1970)  | 7,6 (1969)  | 11,5 (1970) | 10,7 (1969) | 8,2 (1972)  | 2,6 (1974)  | −2,0 (1973) | −4,0 (1961) | −7,0     | −4,8     | 7,6      | −2,0     | −7,0   |
| Giorni di calura (Tmax ≥ 30 °C)                      | 0           | 0           | 0           | 0           | 0           | 3,2         | 12,9        | 11,9        | 2,2         | 0,0         | 0,0         | 0,0         | 0,0      | 0,0      | 28,0     | 2,2      | 30,2   |
| Giorni di gelo (Tmin ≤ 0 °C)                         | 3,4         | 2,5         | 1,4         | 0,0         | 0,0         | 0,0         | 0,0         | 0,0         | 0,0         | 0,0         | 0,1         | 1,7         | 7,6      | 1,4      | 0,0      | 0,1      | 9,1    |
| Nuvolosità (okta al giorno)                          | 4,4         | 4,8         | 4,5         | 4,6         | 4,0         | 3,6         | 2,2         | 2,5         | 2,9         | 3,4         | 4,9         | 4,7         | 4,6      | 4,4      | 2,8      | 3,7      | 3,9    |
| Precipitazioni (mm)                                  | 108,5       | 96,3        | 76,7        | 78,5        | 55,7        | 40,5        | 19,3        | 46,0        | 84,8        | 110,2       | 131,8       | 117,0       | 321,8    | 210,9    | 105,8    | 326,8    | 965,3  |
| Giorni di pioggia                                    | 10          | 8           | 9           | 8           | 6           | 5           | 3           | 4           | 5           | 8           | 10          | 10          | 28       | 23       | 12       | 23       | 86     |
| Umidità relativa media (%)                           | 77          | 74          | 72          | 74          | 73          | 70          | 65          | 65          | 70          | 76          | 79          | 79          | 76,7     | 73       | 66,7     | 75       | 72,8   |
| Eliofania assoluta (ore al giorno)                   | 4,1         | 4,7         | 5,4         | 6,8         | 8,6         | 9,4         | 10,9        | 9,8         | 8,0         | 6,4         | 4,3         | 3,6         | 4,1      | 6,9      | 10,0     | 6,2      | 6,8    |
| Radiazione solare globale media (centesimi di MJ/m²) | 622         | 895         | 1 314       | 1 790       | 2 286       | 2 495       | 2 612       | 2 253       | 1 710       | 1 173       | 688         | 515         | 2 032    | 5 390    | 7 360    | 3 571    | 18 353 |

### Dati climatologici 1951-1980
In base alle medie climatiche del periodo 1951-1980, effettivamente elaborate a partire dal 1954, la temperatura media del mese più caldo, agosto, si attesta a +23,5 °C, mentre la temperatura media del mese più freddo, gennaio, fa registrare il valore di +6,9 °C. Nel trentennio esaminato, la temperatura massima più elevata di +38,8 °C risale all'agosto 1956, mentre la temperatura minima più bassa di -7,0 °C fu registrata nel gennaio 1963. Mediamente si contano annualmente 32,1 giorni con temperatura massima eguale o superiore ai 30 °C e 10,7 giorni di gelo.
Le precipitazioni medie annue si attestano a 991,1 mm, mediamente distribuite in 98 giorni di pioggia, con minimo in estate e picco massimo in autunno e inverno.
| Bracciano Vigna di Valle (1951-1980) | Mesi        | Mesi        | Mesi        | Mesi        | Mesi        | Mesi        | Mesi        | Mesi        | Mesi        | Mesi        | Mesi        | Mesi        | Stagioni | Stagioni | Stagioni | Stagioni | Anno  |
| Bracciano Vigna di Valle (1951-1980) | Gen         | Feb         | Mar         | Apr         | Mag         | Giu         | Lug         | Ago         | Set         | Ott         | Nov         | Dic         | Inv      | Pri      | Est      | Aut      | Anno  |
| ------------------------------------ | ----------- | ----------- | ----------- | ----------- | ----------- | ----------- | ----------- | ----------- | ----------- | ----------- | ----------- | ----------- | -------- | -------- | -------- | -------- | ----- |
| T. max. media (°C)                   | 9,9         | 11,4        | 13,5        | 16,5        | 21,3        | 25,5        | 29,2        | 29,2        | 25,1        | 19,7        | 14,4        | 10,8        | 10,7     | 17,1     | 28,0     | 19,7     | 18,9  |
| T. min. media (°C)                   | 3,8         | 4,0         | 5,2         | 7,3         | 11,1        | 14,9        | 17,5        | 17,8        | 15,5        | 11,5        | 7,8         | 4,8         | 4,2      | 7,9      | 16,7     | 11,6     | 10,1  |
| T. max. assoluta (°C)                | 18,6 (1962) | 21,4 (1960) | 23,6 (1977) | 25,4 (1970) | 29,8 (1958) | 35,6 (1965) | 37,6 (1967) | 38,8 (1956) | 34,4 (1969) | 28,5 (1958) | 22,5 (1968) | 19,0 (1954) | 21,4     | 29,8     | 38,8     | 34,4     | 38,8  |
| T. min. assoluta (°C)                | −7,0 (1963) | −6,5 (1956) | −4,8 (1963) | 0,0 (1970)  | 2,5 (1957)  | 7,6 (1969)  | 11,5 (1970) | 10,7 (1969) | 8,2 (1972)  | 2,6 (1974)  | −2,0 (1973) | −4,0 (1961) | −7,0     | −4,8     | 7,6      | −2,0     | −7,0  |
| Giorni di calura (Tmax ≥ 30 °C)      | 0           | 0           | 0           | 0           | 0           | 3,2         | 13,8        | 12,9        | 2,2         | 0,0         | 0,0         | 0,0         | 0,0      | 0,0      | 29,9     | 2,2      | 32,1  |
| Giorni di gelo (Tmin ≤ 0 °C)         | 3,6         | 3,1         | 1,9         | 0,0         | 0,0         | 0,0         | 0,0         | 0,0         | 0,0         | 0,0         | 0,2         | 1,9         | 8,6      | 1,9      | 0,0      | 0,2      | 10,7  |
| Precipitazioni (mm)                  | 111,8       | 96,9        | 86,2        | 75,7        | 56,1        | 42,6        | 17,6        | 43,5        | 94,0        | 93,5        | 144,5       | 128,7       | 337,4    | 218,0    | 103,7    | 332,0    | 991,1 |
| Giorni di pioggia                    | 11          | 10          | 11          | 9           | 7           | 6           | 3           | 4           | 6           | 8           | 11          | 12          | 33       | 27       | 13       | 25       | 98    |

## Valori estremi

### Temperature estreme mensili dal 1954 ad oggi
Nella tabella sottostante sono riportate le temperature massime e minime assolute mensili, stagionali ed annuali dal 1954 (anno di inizio della serie storica finora digitalizzata e validata dal Centro Nazionale di Meteorologia e Climatologia Aeronautica di Pratica di Mare) fino ad oggi, con il relativo anno in cui si queste si sono registrate. La massima assoluta del periodo esaminato di +38,8 °C risale all'agosto 1956, mentre la minima assoluta di -7,0 °C è del gennaio 1963.
| Bracciano Vigna di Valle (1954-2023) | Mesi        | Mesi        | Mesi        | Mesi        | Mesi        | Mesi        | Mesi        | Mesi        | Mesi        | Mesi        | Mesi        | Mesi        | Stagioni | Stagioni | Stagioni | Stagioni | Anno |
| Bracciano Vigna di Valle (1954-2023) | Gen         | Feb         | Mar         | Apr         | Mag         | Giu         | Lug         | Ago         | Set         | Ott         | Nov         | Dic         | Inv      | Pri      | Est      | Aut      | Anno |
| ------------------------------------ | ----------- | ----------- | ----------- | ----------- | ----------- | ----------- | ----------- | ----------- | ----------- | ----------- | ----------- | ----------- | -------- | -------- | -------- | -------- | ---- |
| T. max. assoluta (°C)                | 18,7 (2018) | 21,4 (1960) | 23,8 (1991) | 27,2 (2003) | 31,4 (2003) | 38,0 (2022) | 38,5 (1983) | 39,8 (2017) | 35,3 (1982) | 31,2 (2023) | 24,7 (2022) | 19,0 (1954) | 21,4     | 31,4     | 39,8     | 35,3     | 39,8 |
| T. min. assoluta (°C)                | −7,0 (1963) | −6,5 (1956) | −4,8 (1963) | −0,6 (2003) | 2,5 (1957)  | 7,6 (1969)  | 11,0 (2000) | 10,7 (1969) | 8,2 (1972)  | 2,6 (1974)  | −2,0 (1973) | −4,2 (1996) | −7,0     | −4,8     | 7,6      | −2,0     | −7,0 |

### Temperature estreme mensili dal 1911 ad oggi
Nella tabella sottostante sono riportate le temperature massime e minime assolute mensili, stagionali ed annuali dal 1911 ad oggi, con il relativo anno in cui si queste si sono registrate. La massima assoluta del periodo esaminato di +40,6 °C risale al giugno 1935, mentre la minima assoluta di -8,0 °C è del dicembre 1927; le temperature tra il 1926 e il 1942 sono state recuperate dagli annali idrologici, ai quali la stazione aerologica forniva i dati in quel periodo temporale, mentre i dati antecedenti al 1926 sono stati recuperati dalla pubblicazione del Ministero dell'aeronautica - Aviazione Civile e Traffico Aereo, a cura del prof. Filippo Eredia, che viene indicata di seguito nella bibliografia. Mancano i dati dal 1943 al 1953 nell'analisi della suddetta serie storica.
| Bracciano Vigna di Valle (1911-2023) | Mesi        | Mesi        | Mesi        | Mesi        | Mesi        | Mesi        | Mesi        | Mesi        | Mesi        | Mesi        | Mesi        | Mesi        | Stagioni | Stagioni | Stagioni | Stagioni | Anno |
| Bracciano Vigna di Valle (1911-2023) | Gen         | Feb         | Mar         | Apr         | Mag         | Giu         | Lug         | Ago         | Set         | Ott         | Nov         | Dic         | Inv      | Pri      | Est      | Aut      | Anno |
| ------------------------------------ | ----------- | ----------- | ----------- | ----------- | ----------- | ----------- | ----------- | ----------- | ----------- | ----------- | ----------- | ----------- | -------- | -------- | -------- | -------- | ---- |
| T. max. assoluta (°C)                | 18,7 (2018) | 21,4 (1960) | 25,0 (1911) | 27,2 (2003) | 32,8 (1920) | 40,6 (1935) | 38,5 (1983) | 42,0 (1922) | 35,3 (1982) | 31,2 (2023) | 24,7 (2022) | 20,8 (1930) | 21,4     | 32,8     | 42,0     | 35,3     | 42,0 |
| T. min. assoluta (°C)                | −7,0 (1963) | −7,7 (1919) | −4,8 (1963) | −0,6 (2003) | 1,2 (1919)  | 7,6 (1969)  | 10,0 (1915) | 9,0 (1916)  | 7,0 (1914)  | 1,5 (1941)  | −2,9 (1922) | −8,0 (1927) | −8,0     | −4,8     | 7,6      | −2,9     | −8,0 |